# Philippe Van Parijs
Philippe Van Parijs (Bruxelles, 23 maggio 1951) è un filosofo, economista e giurista belga.
È conosciuto come principale sostenitore della proposta di introduzione di un reddito di base. Nel 2001 fu insignito del Prix Francqui per le scienze umane, il più prestigioso premio belga in seguito al quale ha organizzato un convegno internazionale sui rapporti fra solidarietà e diversità culturali.

## Pensiero
Philippe Van Parijs inizia il suo percorso filosofico nel campo dell'epistemologia, sotto la direzione del filosofo Jean Ladrière. Poi, durante un soggiorno di ricerca a Oxford, conobbe Gerald Cohen, fondatore del marxismo analitico, disciplina alla quale Van Parijs si dedicherà per diversi anni, insieme ai membri del September Group, più informalmente chiamato "No-Bullshit Marxism Group". Le sue ricerche dell'epoca portarono all'opera Marxism Recycled (1993). Prende atto di una rivoluzione nella teoria di classe, con il passaggio dall’opposizione capitalista-proletaria a un’opposizione operai-disoccupati, e difende una transizione dal capitalismo all’ideale comunista attraverso l’istituzione di un’indennità universale pagata a ciascun individuo incondizionatamente durante tutta la sua vita.
Quest'ultima idea costituirà il cuore della sua opera principale, Real Freedom for All (1995) che, sotto l'ispirazione di John Rawls e Ronald Dworkin, in particolare, fornisce un contributo originale alle teorie della giustizia. Partendo dal duplice presupposto che la libertà è un valore fondamentale e che le nostre società capitaliste sono piene di disuguaglianze ingiustificabili, egli dispiega la sua concezione di giustizia sociale: la difesa di una libertà reale e uguale per tutti attraverso l’istituzione, sulla scala politica più ampia possibile, di un reddito di base individuale e incondizionato, destinato in particolare:
- 1 - liberare i disoccupati dalla trappola della povertà causata dagli attuali sistemi di compensazione per l'assenza di lavoro;
- 2 - migliorare le condizioni dei lavoratori aumentando il potere contrattuale dei dipendenti nei confronti dei datori di lavoro;
- 3 - incoraggiare il lavoro indipendente, l'innovazione e l'assunzione di rischi;
- 4 - liberare le casalinghe dalla dipendenza finanziaria dai mariti.

Nel suo ultimo lavoro, Linguistic Justice (2011), Philippe Van Parijs esamina l'evoluzione contemporanea delle lingue nel mondo e arriva a due conclusioni complementari.
- 1 - La diffusione dell’inglese come nuova lingua franca deve essere incoraggiata (e sostenuta finanziariamente dai paesi anglofoni, ingiustamente favoriti dalla situazione), perché è la condizione sine qua non per lo sviluppo della giustizia sociale al di fuori delle nazioni.
- 2 - Le altre lingue devono, invece, essere tutelate, in virtù della pari stima dovuta a ciascun gruppo linguistico, mediante un principio di territorialità linguistica (chi emigra in un Paese deve imperativamente apprendere la lingua del territorio di residenza).

## Scritti
- Evolutionary explanation in the social sciences: an emerging paradigm , London; New York: Tavistock, 1981; Totowa (NJ): Rowman & Littlefield, 1981
- Jean Ladriere et Philippe Van Parijs (ed), Fondements d'une theorie de la justice: Essais critiques sur la philosophie politique de John Rawls, Louvain-La-Neuve: Editions de l'Institut Superieur de Philosophie, 1984
- Le scienze sociali come economia generale: una difesa , Napoli: Isveimer, 1989
- Le modele economique et se rivaux: introduction a la pratique de l'epistemologie des sciences sociales , Genève; Paris: Droz, 1990
- Qu'est-ce qu'une société juste?: introduction à la pratique de la philosophie politique , Paris: Éditions du seuil, 1991; traduzione italiana di Massimo Manisco, Che cos'è una società giusta?, Firenze: Ponte alle Grazie, 1995, ISBN 88-7928-254-9
- Philippe Van Parijs (ed), Arguing for basic income: ethical foundations for a radical reform, London; New York: Verso, 1992
- Marxism recycled , Cambridge: Cambridge university; Paris: Maison des sciences de l'homme, 1993
- Real freedom for all: what (if anything) can justify capitalism? , Oxford: Clarendon Press, c1995
- Sauver la solidarité , Paris: Les éditions du Cerf, 1996
- Real freedom for all: what (if anything) can justify capitalism? , Oxford: Clarendon press, 1997
- Refonder la solidarité , Paris: Les Editions du Cerf, 1999
- Christian Arnsperger e Philippe Van Parijs (eds), Ethique èconomique et sociale, Paris: La Decouverte, 2003; edizione italiana a cura di Daniela Piana, Quanta diseguaglianza possiamo accettare?: etica economica e sociale; introduzione di Maurizio Ferrera, Bologna: Il mulino, °2003, ISBN 88-15-09383-4
- Bruce Ackerman, Anne Alstott e Philippe van Parijs (eds),  Redesigning distribution: basic income and stakeholder grants as alternative cornerstones for a more egalitarian capitalism, London; New York: Verso, 2006
- Just democracy: the Rawls-Machiavelli programme, Colchester: ECPR Press, 2011
- Linguistic justice for Europe and for the world , New York: Oxford University press, 2011